# Гаплогрупа G1

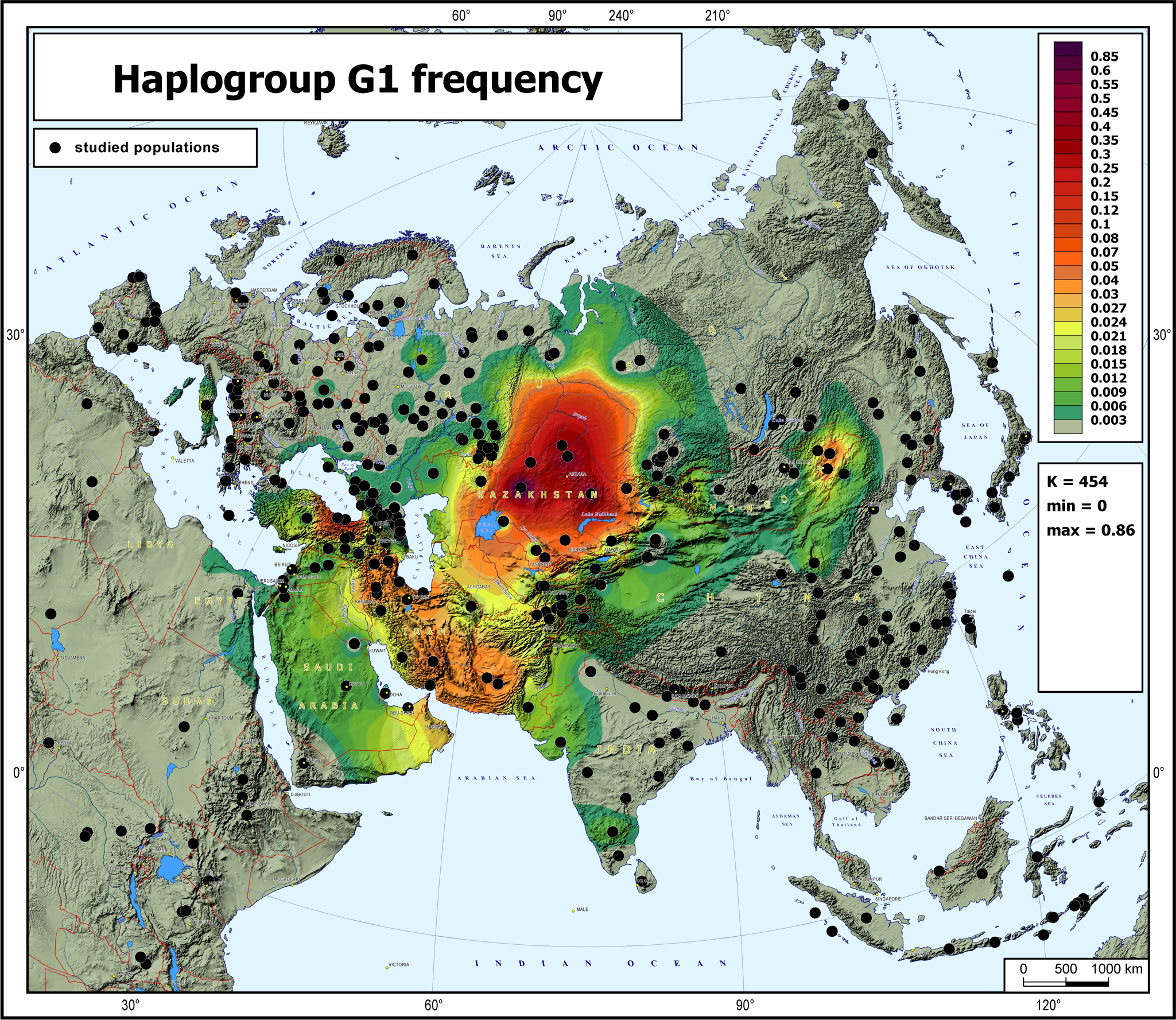
Сучасне поширення гаплогрупи G1 (M285)

Гаплогрупа G1, або за загальною номенклатурою G-M342 є гаплогрупою людської ДНК Y-хромосоми, галуззю гаплогрупи G.
Гаплогрупа G-M342 має братську гаплогрупу G-P287 (G2). Інша поширена номенклатура гаплогрупи — G-M285.
Сформована 26300 років тому з загальним предком 19100 років тому. Роотсі (Rootsi) використав STR-маркерну різницю та підрахував час поширення M285 у 19 271 років ± 6 158 років.
G1 набагато малочисельніша за братську гаплогрупу G2.
Усі виявлені зразки гаплогрупи G у чоловіків-україців відносяться до L30 (G2a2b), — підгалузі братської гаплогрупи G2.
Усі чоловіки гаплогрупи G1 мають число 12 у маркері DYS392. Це рідко зустрічаються у гаплогрупі G, за винятком чоловіків G1.

## Географічне та етнічне поширення
G1 сягає тотожньої частоти з G2 лише у деяких частинах Ірану, де досягає до 5 відсотків серед усіх чоловіків. G1 є набагато менш поширена у Європі, Північній Африці та Азії.
Існує казахська, близькосхідна та дві ашкеназійсько-єврейські підгрупи G1.
Гаплогрупа G1 переважно виявлена у Ірані, Ліванті, серед євреїв-ашкеназі та у Центральній Азії (особливо у Казахстані).
- CTS11562 — стародавня ДНК з Ірану 5115 років тому,
- G1a1a1 — L201 — Північна Східна Європа (у тому числі Литва),
- G1a1a2 — L1323 — Казахстан
- G1a1a3 — GG1- Монголія
- G1a1a4 — Y14914 — Кувейт, Сирія
- G1a1b — GG362 — Словаччина, Німеччина, Туреччина, Індія (Гуджарат), Північно-Східна Європа (євреї-ашкеназі),
- G1a2a — GG162 — центральна Росія (башкири),
- G1a2b — GG265 — Вірменія,
- G1a3 — F454.2 — Північна Західна Європа,
- G1b1a — Z18606 — Північна Східна Європа (євреї-ашкеназі),
- G1b1b — Z30744 — Кувейт, Катар

## Походження гаплогрупи G (M201)
Гаплогрупа G походить від гаплогрупи F.
За дослідженням Рутсі й Маєрса 2012 року гаплогрупа G походить звідкісь зі Східної Туреччини, Вірменії й Західного Ірану. Гаплогрупа поширилася з краю походження за новокам'яної доби.
На кінець 2016 року виявлено 303 мутацій, що визначають гаплогрупу G. Такий великий масив мутацій до поділу гаплогрупи на гаплогрупи G1 та G2 вказує, що мав місце ефект пляшкового горла тяжкого ступеню.
Найбільше генетичне різномаїття гаплогрупи G виявлено у північній частині Родючого Півмісяця між Кавказом й Лівантом, що вказує саме на цей регіон звідки ця гаплогрупа має походження. Саме звідси хлібороби новокам'яної доби просунулися на захід у Малу Азію та Європу; на схід — у Південну Азію; та на південь — на Аравійський півострів, у Північну й Східну Африку.

### «Скіфська» гаплогрупа G1 (M342)

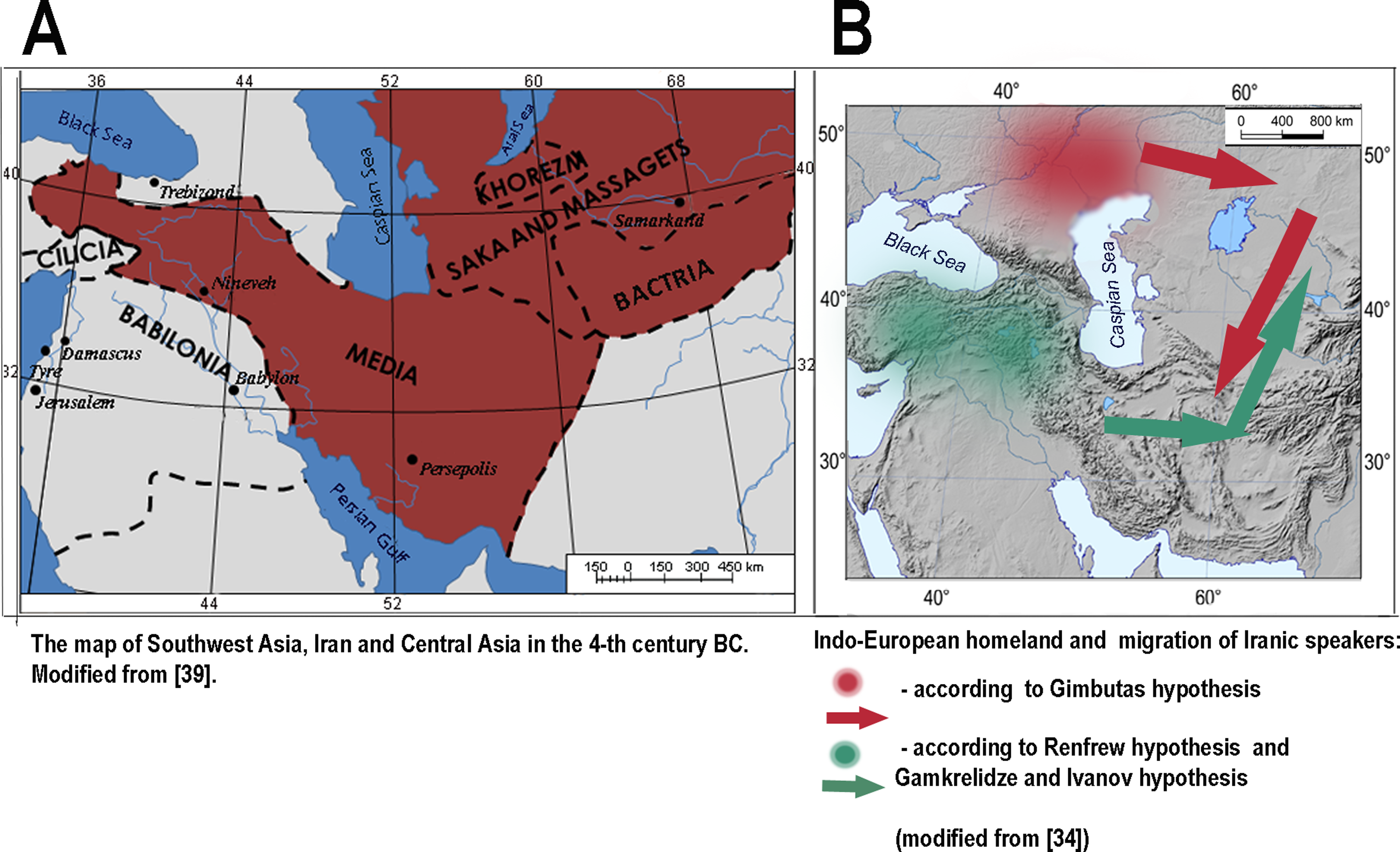
Давнє пересування скіфсько-іранських племен

Гаплогрупа G1 могла сформуватися у Ірані на початку останнього льодовикового періоду, приблизно 26000 років тому.
Гаплогрупа G1 (M342) та само як G2b, зустрічається у Західній, Центральній та Південній Азії. Коли за новокам'яної доби племена G2a просувалися на захід через Туреччину у Європу, їхні двоюрідні брати G1 просувалися на схід на іранське плоскогір'я та у Індію. У Європи G1 в основному обмежується Західною Україною, Молдовою, Румунією, Білоруссю, Східною Польщею та Литвою, та декількома зразками з півдня та центру Німеччині.
Таке поширення збігається з поширенням R1a-Z93 — індо-іранської гілки R1a. У Центральній Азії південні родоводи G1 та J2 були асимільовані північними родоводами R1a за бронзової та залізної діб. Сформувалися нові гібридні народи, подібно до скіфів, які колись контролювали широко поширену імперію, починаючи від північного Надчорномор'я від України до Пакистану та Синьцзяну. Родоводи, як R1a-Z93, R1b-Z2103, G1, J2b та Q1b могли бути занесеними до Європи скіфами, сарматами, роксоланами, аланами та іншими історичними степовиками.

#### Скіфи G1 у британській армії короля Артура

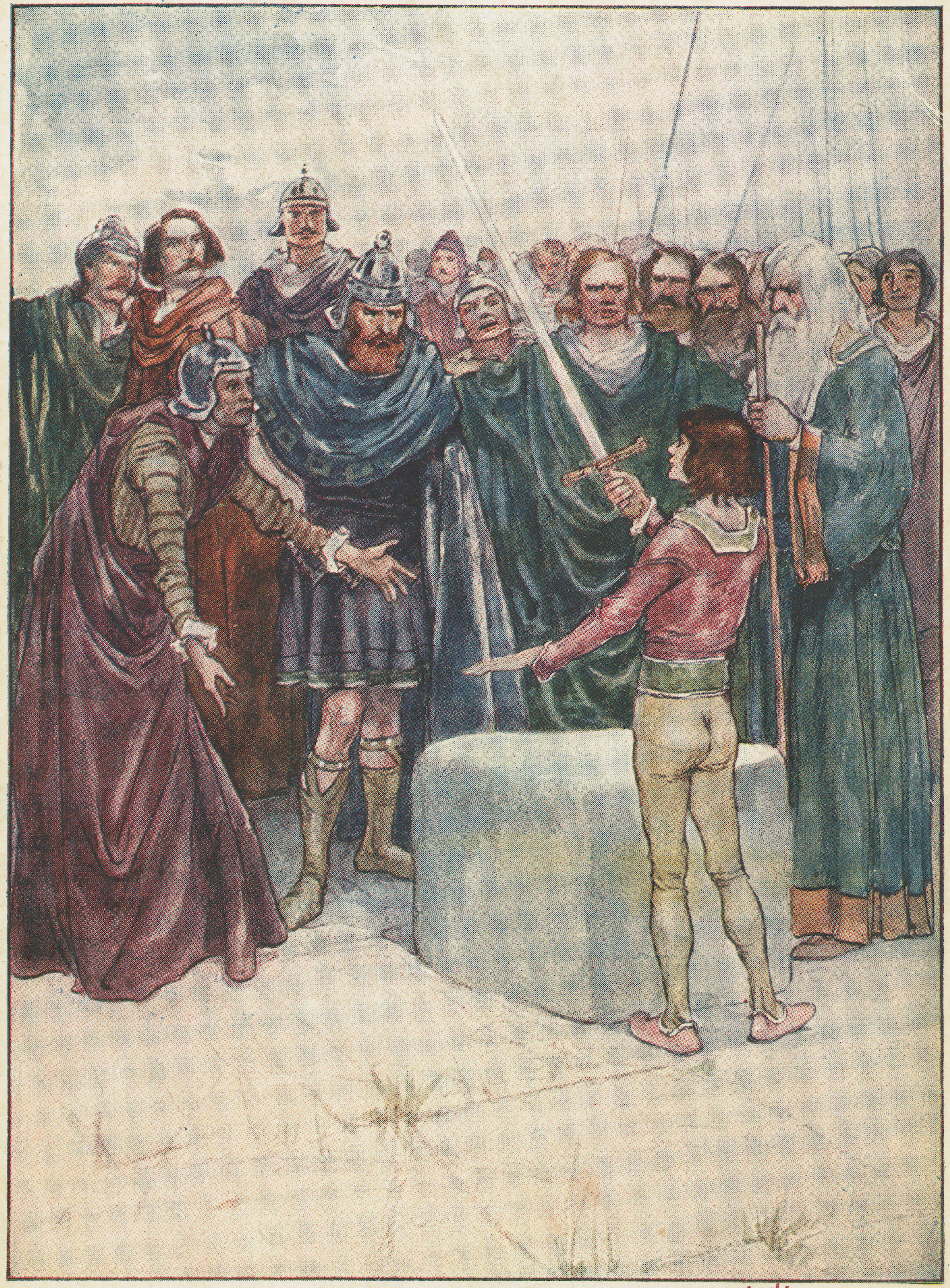
Молодий, майбутній король, Артур витягує з каменя Екскалібур, стаючи, таким чином, згідно з легендою королем. Ритуали з мечем є добре відомі у скіфів.

Відомо що римляни наймали скіфських або сарматських вершників до своїх легіонів. За словами С. Скотта Літтлтона у своїй книзі «Від Скіфії до Камелоту», кілька лицарів Круглого столу були скіфського походження, а легенда про самий Святий Грааль виникла у Стародавній Скіфії.
Ця гіпотеза також була розглянута у фільмі «Король Артур» у 2004 році, що починається з приходом у Англію скіфо-римської кавалерії. Проте скіфи були степовими людьми, які мали набагато більш високу частоту R1a-Z93 й R1b-Z2103. У Англії було виявлено близько десятка сімей гаплогрупи G1, та одну сім'ю (прізвище Міллз) у Вельсі, де відійшла романо-британська армія короля Артура від загарбників-англосаксів.
Рідкісні R1b-Z2103, що були знайдені у Британії, знаходяться у Дорсеті та Сомерсеті, в тому числі одна людина з-під Гластонбері (на прізвище Аллен), місцевістю пов'язаною з королем Артуром. Прізвище Аллен має кельтське походження, але також, ймовірно пов'язане з аланами — степовим народом, які говорили скіфо-сарматською мовою.

## Зовнішня структура
- F
  - F1
  - F3
  - F-Y27277
    - F2

  - GHIJK
    - G
      - G1
      - G2

    - HIJK
      - H
      - IJK

## Внутрішнє дерево
- M342/M285 (G1) — сформована 26300 років тому; предок жив 19100 років тому;
  - CTS11562 (G1a) — сформована 19100 років тому; предок жив 15000 років тому; виявлена у Англії, стародавня ДНК з Ірану 5115 років тому;
    - BY1124 (G1a1) — сформована 15000 років тому; предок жив 13500 років тому;
      - Z3353 (G1a1a) — сформована 13500 років тому; предок жив 13500 років тому;
        - L1324 — сформована 13500 років тому; предок жив 4900 років тому; виявлена у Болгарії, Італії (Турин);
          - L201 (G1a1a1) — сформована 4900 років тому; предок жив 275 років тому; виявлена у Польщі (Підляшшя), Литві та Північна Східна Європа;
          - L1323 (G1a1a2) — сформована 4900 років тому; предок жив 500 років тому; виявлена у Казахстані;
          - Y14914 (G1a1a4) — сформована 4900 років тому; предок жив 1600 років тому; виявлена у Кувейті, Сирії;

        - GC362 (G1a1b) — сформована 13500 років тому; предок жив 9600 років тому; виявлена у Словаччині, Німеччині, Туреччині, Індії (Гуджарат), Північно-Східній Європі (євреї-ашкеназі);
          - Z26335 — сформована 9600 років тому; предок жив 7500 років тому; виявлена у Словаччині (Тренчин), Індії (Гуджарат);

      - GG313 (G1a1b) — сформована 13500 років тому; предок жив 7600 років тому; виявлена у Саудівській Аравії;
        - GG167 (G1a1b1)
          - GG162 (G1a1b1a) — центральна Росія (башкири),

        - GG265 (G1a1b2) — Вірменія,

  - L830 (G1b) сформована 19100 років тому; предок жив 3100 років тому;
    - Z18606 (G1b1a) — виявлена у Білорусі; Північна Східна Європа (євреї-ашкеназі),
    - Z30744 (G1b1b) — сформована 3100 років тому; предок жив 550 років тому; виявлена у Кувейты, Катарі.

## G1 серед українців
Серед чоловіків-українців не виявлено жодного відомого зразка, що належить до наплогрупи G1 (у літературі зустрічається згадка про зразки «скіфської» гаплогрупи G1 з Західної України).